# Itang
Itang est une ville d'Éthiopie de la région de Gambela.
Située vers 430 mètres d'altitude, au bord du Baro, elle est le chef-lieu du woreda spécial Itang.
Elle a 5 958 habitants en 2007.